# The Hunchback of Notre Dame (1939)
The Hunchback of Notre Dame is een Amerikaanse film uit 1939 onder regie van William Dieterle. De film is gebaseerd op het boek De klokkenluider van de Notre Dame uit 1831 van Victor Hugo. Destijds werd het in Nederland uitgebracht onder de titels De klokkenluider van de Notre Dame en De klokkeluider van Parijs.

## Verhaal
De film speelt zich af in Parijs aan het einde van de 15e eeuw, tijdens de middeleeuwen. Onwetendheid, wreedheid en bijgelovigheid zijn alom aanwezig. Frollo is de opperrechter van Parijs én de broer van de aartsdiaken en buit dit flink uit door zigeuners te vervolgen en moderne uitvindingen te verbieden zoals de boekdrukkunst, volgens hem een uitvinding van de duivel. Koning Lodewijk XI ziet verder en beseft de mogelijkheden van de boekdrukkunst. Tijdens het zottenfestival gaat zigeunerin Esmeralda stiekem en illegaal de hoofdstad in om geld te verdienen als danseres. Ondanks dat ze een zigeunerin is, is de koning dol op de jongedame.
De gebochelde Quasimodo, de klokkenluider van de Notre-Dame, wordt gekroond tot de koning der dwazen vanwege zijn lelijkheid. Hij wordt gebruikt als het belangrijkste onderdeel van de parade, waarna hij onmiddellijk terug moet keren naar de kathedraal. Ondertussen zitten de soldaten van de koning achter Esmeralda aan. Uit angst vlucht ze de kathedraal in, waar ze wordt benaderd door Frollo, die haar ziet als lustobject. De koning houdt hem tegen en gunt Esmeralda vrijheid, zolang ze in de kathedraal blijft.
Frollo geeft Quasimodo opdracht om haar gevangen te nemen. Hij doet wat hem gevraagd wordt, maar Esmeralda vlucht uit zijn handen, uit angst voor zijn voorkomen. Ze belandt in de onderwereld van Clopin, die onder andere de charmante dichter Gringoire gevangen houdt. Ze is verliefd op soldaat Phoebus, maar weet dat ze Gringoire vrijheid kan bieden door met hem te trouwen. Inmiddels is Quasimodo gearresteerd voor een aanval op Esmeralda en wordt hij publiekelijk vernederd en verbannen. Esmeralda is de enige die medelijden met hem heeft en ze probeert hem gerust te stellen.
Frollo merkt dat Esmeralda verliefd is op Phoebus en ziet hem als zijn rivaal. Uit jaloezie doodt hij hem en laat hij Esmeralda arresteren voor de moord. Hij beschuldigt haar van hekserij en na uren marteling (in het boek: nog geen minuut) geeft ze toe aan de beschuldigingen. Ze wordt de doodstraf door middel van verhanging opgelegd. Gringoire en de arme bedelaars zijn vastberaden haar te bevrijden, maar uiteindelijk is het Quasimodo die tot de redding komt. Hij grijpt haar uit de armen van de soldaten en brengt haar naar de Notre-Dame waar ze kerkasiel kan genieten, wat bekrachtigd wordt door de aartsdiaken, die ondertussen weet heeft van de misdaad van zijn broer. Frollo en de adel proberen het asielrecht te ontkrachten, waarmee zij de burgers tegen zich in het harnas jagen. Frollo gaat de kathedraal binnen met de bedoeling Esmeralda eigenhandig te vermoorden maar hij wordt door Quasimodo uit de klokkentoren gegooid..

## Rolbezetting
| Acteur           | Personage          |
| ---------------- | ------------------ |
| Charles Laughton | Quasimodo          |
| Cedric Hardwicke | Frollo             |
| Maureen O'Hara   | Esmeralda          |
| Thomas Mitchell  | Clopin             |
| Edmond O'Brien   | Gringoire          |
| Alan Marshal     | Phoebus            |
| Walter Hampden   | Aartsdiaken        |
| Harry Davenport  | Koning Lodewijk XI |

## Achtergrond

### Productie
In 1932 waren de eerste plannen om een geluidsfilmversie te maken van het bekende boek van Victor Hugo. Universal Pictures was in de voorbereidingen om een verfilming te maken, met John Huston als regisseur en Boris Karloff als Quasimodo. Er waren in die tijd verscheidene filmprojecten in ontwikkeling voor horroracteur Karloff en velen kwamen nooit tot stand, waaronder ook The Hunchback of the Notre Dame. In 1934 stelde Irving Thalberg, een invloedrijke producent van Metro-Goldwyn-Mayer, aan acteur Charles Laughton voor om een verfilming te maken.
Laughton wilde echter niet meewerken met die filmstudio, waarna Peter Lorre werd overwogen voor de titelrol. In 1937 werd de acteur hiervoor benaderd, maar ook toen kwam het niet tot stand. Uiteindelijk werden de filmrechten gekocht door RKO Radio Pictures, voor een bedrag van $135.000. De studio overwoog verscheidene acteurs voor de rol van Quasimodo, onder wie Orson Welles, Béla Lugosi, Claude Rains, Lon Chaney Jr. en Robert Morley. Laughton had echter onlangs een contract getekend bij RKO Radio Pictures en zag The Hunchback of Notre Dame als de perfecte eerste film om te maken voor die studio. Toen Laughton de rol kreeg, stond hij er op dat Maureen O'Hara werd gecast als zijn tegenspeelster. Hij had eerder met haar gewerkt in Londen en zag haar als de ideale Esmeralda.
Laughton nam zijn vertolking van Quasimodo zeer serieus. Hij analyseerde het optreden van Lon Chaney in de filmversie uit 1923 met regelmaat en eiste een zorgvuldige aanpak van make-up om Quasimodo zo angstaanjagend mogelijk te maken. Om dit mogelijk te maken liet hij de beste make-upartiesten van andere filmstudio's inhuren. Geld speelde daarbij geen rol. Jack Warner, de eigenaar van Warner Brothers, leende make-upartiest Perc Westmore uit tegen een geldbedrag van $10.000. Laughton en Westmore waren regelmatig in onenigheid over de make-up en pas na verscheidene maanden kwamen ze tot overeenstemming over de weerbeelding van het personage. Om het smeltende effect te krijgen dat Quasimodo uitstraalde moest Laughton elke ochtend twee en een half uur uittrekken.
The Hunchback of Notre Dame werd gemaakt voor meer dan $2 miljoen en was daarmee de duurste film die RKO Radio Pictures ooit had gemaakt. De Parijse stad uit die tijd werd compleet nagebouwd in San Fernando Valley, waarbij een replica van de Notre Dame alleen al $250.000 kostte om na te bouwen. De opnames vonden plaats in de zomer van 1939.

### Ontvangst
The Hunchback of Notre Dame ging in de Verenigde Staten op de oudejaarsavond van 1939. Het werd zeer positief ontvangen door critici en kwam mede daardoor op de lijst van de beste films uit 1939, volgens menig filmhistoricus het beste jaar uit de filmgeschiedenis. Samen met Gunga Din (1939) bleek het de succesvolste film van RKO Radio Pictures in tijden. De film bleek een keerpunt in de filmgeschiedenis, waarbij filmkenners het symbolisme van de Tweede Wereldoorlog opmerkten. Ze beschreven Quasimodo als het 'slachtoffer van tirannie' en Frollo als een nazi.
Voor RKO Radio Pictures was 1939 het beste en meest winstgevende jaar en The Hunchback of the Notre Dame werd beschouwd als het hoogtepunt. Laughton kreeg veel lof voor zijn vertolking en werd zelfs opgehemeld door regisseur William Dieterle. Het dagblad Variety beschreef het als een 'super thriller-chiller' en schreef enkel positieve woorden over Laughton. Een kritiekpunt volgens de pers was dat de film te veel haar best doet om het publiek in te pakken en probeerde het te veel te teren op het succes van het horrorgenre uit de jaren 30. The Hunchback of Notre Dame bracht uiteindelijk $3,2 miljoen op en werd genomineerd voor twee Oscars. In Nederland werd de film ten tijde van de Tweede Wereldoorlog uitgebracht en werd het geschikt bevonden voor kijkers van '14 jaar en ouder' omdat het volgens de filmkeuring 'te sentimenteel' was voor kinderen.
Ondanks alle verfilmingen die volgden, erkent menig criticus deze versie als de succesvolste en de versie die er het best in slaagde om de sfeer van Hugo's boek na te bootsen. Deze versie vormde de grootste bron van inspiratie voor de gelijknamige Disneyfilm uit 1996.

## Prijzen en nominaties
| Jaar | Prijs          | Categorie              | Genomineerde(n) | Uitslag     |
| ---- | -------------- | ---------------------- | --------------- | ----------- |
| 1940 | Academy Awards | Beste Originele Muziek | Alfred Newman   | Genomineerd |
| 1940 | Academy Awards | Beste Geluid           | John Aalberg    | Genomineerd |